# Contractualismo

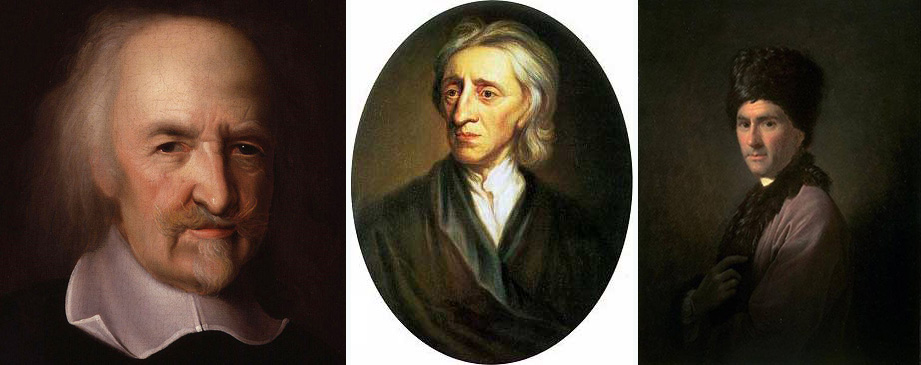
Hobbes, Locke y Rousseau fueron padres del contractualismo.

El contractualismo es una corriente moderna de filosofía política y del derecho, que explica el origen de la sociedad y del Estado como un contrato original entre humanos, por el cual se acepta una limitación de las libertades a cambio de leyes que garanticen la perpetuación y ciertas ventajas del cuerpo social. No es una doctrina política única o uniforme, sino un conjunto de ideas con un nexo común, si bien extremadamente adaptable a diferentes contextos, lo que explica su vitalidad y su capacidad para ir evolucionando y redefiniéndose hasta la actualidad. Como teoría política es posiblemente una de las más influyentes de los últimos trescientos años, configurando, en mayor o menor grado, la estructura actual de los distintos Estados y naciones.
No debe confundirse el contractualismo con la democracia, pues no todas las teorías contractualistas defienden modelos políticos democráticos. Tampoco debe confundirse contractualismo con nacionalismo, pues, siendo ambos movimientos políticos nucleares y casi simultáneos de los estados modernos, expresan concepciones distintas. El contractualismo continúa siendo la caracterización más utilizada para expresar el origen, la naturaleza y las propiedades del estado en Occidente e influyó, sobre todo, en la guerra de independencia norteamericana y en la revolución francesa.

## Clases de contractualismo
El contractualismo examina la naturaleza, el origen y la justificación del poder político. En su versión clásica se basa en la existencia de un pacto para la conformación de la sociedad civil y el Estado.
El contractualismo contemporáneo, se interesa fundamentalmente por los principios lógicos e ideológicos que fundamentan el contrato político, es decir, por los procedimientos de decisión y las condiciones en que tiene lugar el pacto.

## Contractualismo clásico

### Orígenes
El contractualismo fue causa y consecuencia de un cambio de percepción de la sociedad (o en todo caso de sus elites) respecto del poder y su naturaleza. Hasta el siglo XVII predominaba la idea de que el poder se justificaba de manera natural o apelando a instancias religiosas, de forma que más allá de todo cambio circunstancial, los seres humanos vivían en sociedades ordenadas y reguladas conforme a ciertas reglas que excedían su capacidad de decisión. Así, el rey lo era por gracia de Dios (como se afirmaba desde las concepciones monárquicas) o los esclavos lo eran por naturaleza (como proclamara Aristóteles). Si bien hubo intentos precedentes de romper con esa concepción (por ejemplo, por parte de la escuela sofista en la antigua Grecia, que defendía el convencionalismo y el relativismo, o por parte de Guillermo de Ockham en el siglo XIV, o las teorías pactistas medievales) la legitimación más aceptada era que las relaciones de mando y obediencia nacían de reglas invariables y venían prefijadas por la tradición, la naturaleza o la voluntad divina, y en cualquier caso no se sometían a la voluntad de los interesados. Sin embargo, con el advenimiento de la sociedad moderna, el panorama fue cambiando paulatinamente. Las razones de ese cambio son diversas y están fuertemente interrelacionadas entre sí. Estas son algunas de ellas:
- Cambios en el orden político, especialmente en Europa. El orden social del Antiguo Régimen se caracterizaba por la fragmentación del poder en diversas instancias interpuestas y por relaciones comunitarias de dependencia. Por ejemplo, la dependencia del vasallo que ofrece lealtad al señor a cambio de protección, o rentas y trabajos a cambio de tierras, u obediencia a cambio de protección frente a la competencia en el caso de los gremios profesionales. El sistema social resultante era de carácter comunitarista y descentralizado, a pesar de la fuerte tendencia al acaparamiento de poder por parte de los monarcas, proceso que se consolidará en la monarquía absoluta. Frente a esto, los excedentes agrícolas y su reinversión en sectores económicos no sujetos a los tradicionales gremios dieron lugar a la paulatina aparición de una nueva clase social: la burguesía. Esta se caracterizaba por su independencia política y económica, lo que determinó que nuevos valores individualistas irrumpieran en el panorama político. El aumento en número y riqueza de la burguesía exigió, a la postre, cambios en las estructuras políticas. Un ejemplo de tales cambios fue la Revolución francesa de 1789.
- Cambios en el orden geopolítico. La expansión de la cultura política occidental más allá del continente europeo tuvo lugar a partir de la llegada de los europeos al continente americano. Sin embargo, tras los procesos emancipatorios de las posesiones americanas, a fines del siglo XVIII y principios del siglo XIX, se hizo necesario articular un nuevo modelo político para aquellos estados y naciones, puesto que el modelo dinástico monárquico europeo se mostraba inservible para satisfacer las nuevas realidades políticas de los recién independizados territorios. Se inició así un intenso proceso de reflexión acerca de cuál debía ser ese modelo político, echándose mano del contractualismo y propiciando la extensión del constitucionalismo. Los resultados de tales transformaciones viajaron de vuelta hasta el Viejo Continente. Un ejemplo de tales cambios fue la independencia estadounidense de 1776.
- La secularización. La lenta pérdida de poder e influencia de la religión cristiana, y especialmente la erosión del papado como poder político, propició el abandono de teorías religiosas que explicaban el orden social apelando al orden natural emanado de la ley divina. Se hizo necesario reformular, por tanto, la naturaleza del poder y su legitimidad. Si bien la religión cristiana no perdió del todo peso e importancia, parece cierto que su influencia en la esfera de los asuntos políticos se vio seriamente comprometida, siendo ocupado su lugar por la burguesía.
- Los ideales de la Ilustración. El movimiento racionalista, los nuevos valores de emancipación y autonomía personal, la revolución científica, el inicio de la revolución industrial y en general las transformaciones ideológicas que tuvieron lugar durante el siglo XVIII propiciaron la crisis política del Antiguo Régimen. La imagen que los europeos y americanos tenían de sí mismos cambió (especialmente entre las elites), y el modelo de súbdito fue sustituido por el de ciudadano, dotado de razón y derechos, e inspirado por los ideales del individualismo, la emancipación política y la autonomía moral. Ya Descartes había proclamado en el siglo XVII la independencia epistemológica del individuo (estableciendo el sujeto como criterio último de verdad), tendencia clausurada por Kant y su ideal de autonomía moral como clave de bóveda del movimiento ilustrado.

El resultado combinado de todas estas tendencias, junto con otros factores, tuvo como consecuencia una crisis política producto de una crítica social sin precedentes, vivida en cada territorio a ritmos distintos en función de su contexto político o económico, de manera revolucionaria en unos casos, en otros de manera más pacífica. Lo cierto es que en el periodo comprendido entre fines del siglo XVIII y principios del siglo XIX, se produjo algún cambio en el régimen político de prácticamente todos los territorios europeos y americanos, lo que convirtió al contractualismo en el único recambio teórico ante un Antiguo Régimen herido de muerte.

### Estructura básica
La estructura básica del contractualismo fue establecida por el filósofo inglés Thomas Hobbes. En realidad, el objetivo de este pensador era justificar ideológicamente la monarquía absoluta, pero al hacerlo propuso el armazón teórico que provocaría su derrumbe. Impresionado por los desórdenes de la revolución inglesa de 1651 redactó su principal obra, Leviatán, que es una explicación sobre el origen del estado. Si bien Leviatán es una obra compleja, su tesis central es bastante simple y se articula en tres momentos:
- Estado de naturaleza. Hobbes intenta imaginar cómo sería la vida de los seres humanos antes de la aparición de la sociedad. Apelando a una concepción pesimista del ser humano, que según Hobbes es un ser dominado por sus pasiones, establece que el estado de naturaleza se caracteriza por la precariedad y la violencia, pues no existiendo ley ni autoridad nada es justo ni injusto, y todos tienen derecho a todo. Ya que los seres humanos son aproximadamente iguales en fuerza y maldad ninguno prevalece sobre otro, generándose lo que él llamaba “bellum omnium contra omnes” (una guerra civil permanente de todos contra todos), en la que la vida es breve e insoportable. Hobbes lo resume con la expresión latina “homo homini lupus” (el hombre es un lobo para el hombre).
- Pacto. Siendo los seres humanos inteligentes, además de malvados, en un determinado momento deciden acogerse a un pacto entre ellos. Ese pacto consiste en la cesión de todo el poder del individuo a un soberano (o corporación), que habrá de mantener el orden y la paz. Es importante señalar que el pacto firmado es irrevocable, es decir, no puede romperse, pues al haberse entregado todo el poder, se entrega también la capacidad de romperlo. Y puesto que tal pacto en nada cambia la naturaleza de los firmantes, que siguen siendo egoístas, el soberano elegido habrá de gobernar, si fuera necesario, mediante el terror y la violencia para mantener el inseguro orden social.
- Estado de sociedad. Una vez firmado el pacto, se instaura la sociedad (para Hobbes, equivalente al Estado). Se sustituye así el derecho (a todo) por la ley (entendida como límite), y se instituye un régimen de terror que, en realidad, se corresponde con el modelo de monarquía absoluta.

### Posteriores formulaciones
La lúgubre concepción antropológica de Hobbes y el modelo político legitimado por esta eran incompatibles con las transformaciones políticas de la Europa del siglo XVII. No así la estructura de su razonamiento (estado de naturaleza-pacto-estado de sociedad), que resultó ser enormemente útil en los años siguientes.
John Locke, por ejemplo, en su obra Dos tratados sobre el gobierno civil, mantuvo el esquema original para adaptarlo a las necesidades del estado liberal:
- Estado de naturaleza. Locke no prejuzga la maldad o bondad del ser humano. Se limita a afirmar que antes de la aparición del Estado (es decir, del pacto y de la sociedad) los seres humanos gozan de ciertos derechos naturales: vida, libertad y propiedad, fundamentalmente. Pero lo cierto es que la inexistencia de una autoridad imposibilita la protección de esos derechos.
- Pacto. Para garantizar una vida digna y pacífica, los individuos ceden sus derechos a un soberano (o grupo de soberanos), pero teniendo en cuenta que tal cesión no es perpetua ni irrevocable. Locke reconoce así el derecho a la rebelión si el soberano no cumple con los límites de lo pactado.
- Estado de sociedad. De todo esto resulta el modelo moderno de democracia liberal, en el cual los individuos eligen a sus gobernantes periódicamente, y estos tienen como misión garantizar el orden social.

Otro pensador, el ginebrino Jean-Jacques Rousseau, tomó prestadas, para su obra "El contrato social", las categorías políticas Hobbesianas, pero modificando radicalmente los puntos de partida y de llegada:
- Estado de naturaleza. Rousseau afirma que lejos de ser una guerra civil permanente, el estado de naturaleza se caracteriza por la libertad, la igualdad y la bondad. Los seres humanos viven en una suerte de inocencia originaria (lo que fundamenta el mito del buen salvaje) justo hasta que la aparición de la sociedad (y de la noción de propiedad) promueve el egoísmo y la maldad.
- Pacto. El contrato social rousseauniano (que en realidad estaba pensado para pequeñas comunidades de vecinos, como su Ginebra natal, y no para estados con millones de habitantes) consiste en la eliminación de los egoísmos individualistas mediante la sumisión de cada ciudadano a la voluntad general ("volonté génerale") unánime y asamblearia. El modelo político propuesto por Rousseau sería la democracia directa, o asamblearia.
- Estado de sociedad. Rousseau piensa que la sociedad, si bien garantiza ciertas necesidades básicas, corrompe a los humanos al lanzarlos en competencia mutua. Pero se muestra convencido de que una vez abandonado el estado de inocencia originaria no cabe vuelta atrás, y solamente un acuerdo entre ciudadanos puede llegar a mitigar las desastrosas consecuencias de una sociedad corruptora. Nace así la necesidad del contrato social.

### Repercusiones del contractualismo clásico
La huella de estos tres contractualistas se puede rastrear hasta la actualidad. [hobbesianas para elaborar su teoría del Estado, y el modelo liberal de Estado no intervencionista parece fuertemente influido por Locke. Los ideales comunitaritas, ecologistas y románticos reciben la impronta de Rousseau, un autor por otro lado difícil de clasificar. La irrupción del pensamiento contractualista está en la base del constitucionalismo moderno.

## Contractualismo contemporáneo
El contractualismo contemporáneo ya no centra sus investigaciones en el proceso histórico que supone un hipotético nacimiento de la sociedad. Influidos por el formalismo kantiano y por la filosofía del lenguaje, el interés de estos pensadores es analizar la lógica interna de los procesos de toma de decisiones y los procesos de resolución de conflictos. No se centran tanto en el contenido del contrato, sino en la forma en que ese contrato se elabora.
John Rawls, por ejemplo, se centra en la posición ideal de los contratantes (velo de la ignorancia), posición desde la cual no pueden saber qué lugar van a ocupar con posterioridad al contrato mismo, y que facilita tomas de decisiones justas.
Jürgen Habermas, por otro lado, se centra en lo que él llama “condiciones ideales de diálogo”, o postulados imprescindibles para la comunicación social y, por tanto, política. Estos postulados se refieren a las condiciones mínimas necesarias para llegar a un acuerdo, como por ejemplo, el postulado de no violencia (según el cual el proceso de debate deja de ser racional cuando se hace bajo amenaza), el postulado de igualdad (según el cual los actores del debate deben tener igual acceso a la información pertinente para el diálogo) y el postulado de seriedad (según el cual el objetivo del debate ha de ser llegar a un acuerdo).